# Teignbridge
Teignbridge est un district non métropolitain situé dans le comté du Devon, en Angleterre. Son chef-lieu est Newton Abbot.
Parmi les autres villes du district figurent Ashburton, Buckfastleigh, Dawlish et Teignmouth.